# 元王 (馬韓)
元王（げんおう、または韓勲、? - ?）は、第8代馬韓王。王在位期間は、紀元前58年 - 紀元前33年。諡は元王（朝鮮語: 원왕）。諱は勲（朝鮮語: 훈）。王位は稽王（貞）が継承。